# Dichorisandra neglecta
Dichorisandra neglecta är en himmelsblomsväxtart som beskrevs av Alexander Curt Brade. Dichorisandra neglecta ingår i släktet Dichorisandra och familjen himmelsblomsväxter. Inga underarter finns listade.